# 하이시언 행성
하이시언 행성(Hycean planet, 수소 hydrogen과 바다 ocean의 합성어)은 가상의 행성으로, 수소 대기를 가진 뜨겁고 물로 덮인 행성으로 묘사된다. 외계 액체 물의 존재로 인해 하이시언 행성은 행성 거주 가능성이 유망한 후보이다. 연구자들에 따르면, 밀도 데이터는 바위가 많은 슈퍼 지구와 해왕성(K2-18b 및 TOI-1231 b와 같은)이 모두 이 유형에 적합할 수 있음을 암시하며 따라서 일반적인 외계 행성이 될 것으로 예상된다. 현재 확인된 하이시언 행성은 없지만 케플러 임무는 많은 후보를 감지했다.
하이시언 행성은 반경이 2.6 R⊕ (2.3 R⊕)에 도달하고 질량이 10 M⊕ (5 M⊕)에 달하는 이전에 거주 가능한 행성으로 생각되었던 것보다 상당히 클 수 있다. 또한 그러한 행성의 거주 가능 구역은 지구와 유사한 행성보다 상당히 클 수 있다. 행성의 평형 온도는 후기 M-왜성에서 500K(227 °C; 440 °F)에 도달할 수 있다.
조석으로 잠긴 '다크 하이시언' 행성(영원한 밤에만 거주 가능) 또는 '콜드 하이시언' 행성(방사능 무시할 수 있음)도 존재할 수 있다. 하이시언 세계는 제임스 웹 우주망원경와 같은 지상 망원경과 우주 망원경으로 생체 신호에 대해 곧 조사될 수 있다.
"하이시언 행성"이라는 용어는 2021년 케임브리지 대학의 외계 행성 연구원 팀에 의해 "수소"와 "바다"의 합성어로 만들어졌으며, 큰 바다와 수소가 풍부한 대기를 가진 것으로 생각되는 행성을 설명하는 데 사용된다. 하이시언 행성은 적색 왜성 주변에서 흔한 것으로 생각되며 지구 너머의 생명체를 찾을 유망한 장소로 간주된다. 이 용어는 2021년 8월 31일 천체 물리학 저널에 발표된 논문에서 처음 사용되었다. "하이시언 행성: 잠재적으로 거주 가능한 세계의 새로운 등급"이라는 제목의 논문은 니쿠 마두수단, 안잘리 피에테 등이 작성했다.
물의 존재가 그들이 거주 가능한 행성이 되는 데 도움이 될 수 있지만, 가능한 폭주 온실 효과로 인해 거주 가능성이 제한될 수 있다. 수소는 질소나 산소와 같은 무거운 기체와는 다르게 별빛의 파장에 반응한다. 행성이 하나의 천문 단위(AU)에서 별을 공전하면 온도가 너무 높아서 바다가 끓고 물이 수증기가 될 것이다. 현재 계산에 따르면 대기압이 지구와 비슷할 경우 물이 1.6 AU에서 액체 상태로 유지되거나 10배에서 20배의 압력일 경우 3.85AU에서 물이 액체 상태로 유지되는 거주 가능 구역을 찾는다. 현재의 모든 하이시언 행성 후보는 바다가 끓는 지역 내에 위치하므로 실제 액체 상태의 바다가 있을 가능성은 낮다.